# NGC 727
NGC 727 este o intermediate spiral galaxy⁠(d) situată în constelația Cuptorul. A fost descoperită în 1 septembrie 1834 de către John Herschel. Se află la o distanță de 136,23 de megaparseci de Pământ.